# Mehmed Orhan
Succession
Prétendant au trône de Turquie
9 décembre 1983 – 12 mars 1994
(10 ans, 3 mois et 3 jours)
Şehzade Mehmed Orhan (en arabe : محمد اورخان), né le 11 juillet 1909 à Constantinople et mort le 12 mars 1994 à Nice, est le chef de la famille impériale qui a régné sur l'Empire ottoman de 1281 à 1922. Il a succédé à la tête de la dynastie ottomane le 9 décembre 1983, après la mort d’Ali Vâsib. S’il avait régné, il aurait été appelé le Sultan Orhan II.

## Biographie
Il est né au Palais de Serencebey ou à Kızıltoprak, Asie Mineure ou selon Hamide Ayşe Sultan dans le Palais Naime Sultan. Il est le fils du prince Şehzade Mehmed Abdülkadir, capitaine de l’armée ottomane, par sa troisième épouse Mihriban Hanım et petit-fils d’Abdülhamid II et sa quatrième épouse Bidar Kadın.
Mehmed Orhan travaille dans la construction navale et en tant que vendeur d’images dans une galerie d’art à Sao Paulo au Brésil, chauffeur de taxi à Beyrouth et Damas, Mandat français en Syrie et au Liban, un préposé au cimetière aux États-Unis et un conseiller du roi Zog Ier d’Albanie.
Dans un article de 1990 dans le magazine Life, il déclare que son héritage était « à la fois sacré et risible » et a dit : « Être ottoman, c’est savoir respirer avec le temps. » Il est également apparu dans le livre Rois sans Royaume.
Il est mort à Nice et y est enterré.

### Vie privée
Mehmed Orhan épouse Nafiye Yeghen (Le Caire, 1913 – ?) en janvier 1933, union annulée en 1947. En 1944, il épouse morganatiquement une jeune actrice américano-française enceinte, Marguerite Irma Fournier, à Paris. Il a une fille par sa première femme et un fils plus un fils adoptif par sa deuxième femme:
- Fatma Necla Sultan (Le Caire, 14 septembre 1933 – Zurich, 2010),  mariée deux fois et a deux fils.
- Mehmed Selim Orhan (Paris, 3 octobre 1943), son beau-fils et fils adoptif d’un mariage morganatique, célibataire et sans enfants.
- Ali Khan Asaletlu Necabetlu Orhan Efendi- né au Brésil en 1962. Le seul enfant biologique de Mehemed Orhan né d’une relation avec une femme divorcée, légitimé en Turquie en 1992 n’a pas été privé du titre de HIH Şehzade